# Thull Lipót
Thull Lipót, Thull Leopold (?, 1826. – Újbánya, 1901. április) polgármester, politikai író, a szegények pártfogója.

## Élete
Felesége Plachner Vilma (1828-1903), gyermekeik: Mária Brigitta (1850), Henrik Richárd (1853), Olivér (1855), Mária (1857), Valerius Octavius (1859).
Jogi végzettséget szerzett, majd mint városi főjegyző dolgozott. Az árvák tútora, felügyelője volt. 1869-től szlovák-magyar fordító, s munkájával működhet a miniszterelnökségen a szlovák lapok rendszeres szemlézése. 1884-ben már újbányai polgármesterként indult az országgyűlési választásokon, de Kazy Jánossal szemben végül visszalépett.
A Krajan című szlovák nyelvű magyar kormánypárti lap szerkesztője volt.
Az ő szlovák nyelvűeknek írt korszerű iskolai nyelvtankönyve az utolsó hasonló munka a 19. században.
Az újbányai temetőben nyugszik, de sírköve már másodlagos helyzetben található.

## Művei
- 1865 Mluvnica jazyka maďarského. Pest[7]